# Edvard Moser
Pour les articles homonymes, voir Moser.
Edvard Ingjald Moser (né le 27 avril 1962 à Ålesund (Norvège)) est un neuroscientifique norvégien. Il travaille avec son épouse May-Britt Moser à l'Université norvégienne de sciences et de technologie.
Il est co-lauréat du prix Nobel de physiologie ou de médecine 2014 avec May-Britt Moser et John O'Keefe.

## Biographie
Edvard Ingjald Moser est né le 27 avril 1962 à Ålesund en Norvège.

### Prix Nobel
En 2014, Edvard Moser, John O'Keefe et May-Britt Moser reçoivent le prix Nobel de médecine pour leurs découvertes sur le système de géolocalisation cérébrale.

## Prix et distinctions
- 1999 : Prize for young scientists de l'Académie norvégienne des sciences et des lettres
- 2005 : 28e W. Alden Spencer Award (College of Physicians and Surgeons de l'université Columbia)
- 2006 : 14e Betty and David Koetser Award for Brain Research (université de Zürich)
- 2006 : 10e Prix Liliane-Bettencourt pour les sciences du vivant 2006 (Fondation Bettencourt, Paris)
- 2008 : 30e Eric K. Fernström’s Great Nordic Prize (Fernström Foundation, université de Lund)
- 2011 : Prix Louis-Jeantet de médecine
- 2011 : Anders Jahre Award[4] (avec May-Britt Moser)
- 2012 :  Perl-UNC Neuroscience Prize (avec May-Britt Moser)[5]
- 2013 :  Prix Louisa-Gross-Horwitz (avec May-Britt Moser et John O'Keefe)[6]
- 2014 :  Karl Spencer Lashley Award (avec May-Britt Moser)[7]
- 2014 : Foreign associate de l'Académie nationale des sciences des États-Unis[8].
- 2014 : Prix Nobel de physiologie ou de médecine (avec May-Britt Moser et John O'Keefe)[9].
- 2017 : Conférence Lars Onsager (avec May-Britt Moser).